# Tunnel routier Est-Ouest (Varsovie)
Le tunnel routier Est-Ouest est une importante voie de communication située dans l'arrondissement de Śródmieście (Centre-ville) à Varsovie. Le tunnel passe sous la Place Zamkowy.

## Sources
- (pl) Cet article est partiellement ou en totalité issu de l’article de Wikipédia en polonais intitulé « Tunel Trasy W-Z w Warszawie » (voir la liste des auteurs).